# Sirius (sincrotrone)
22°48′28.4″S 47°03′09″W

Acceleratore di particelle Sirius

Sirius è un acceleratore di particelle di tipo sincrotrone situato nella città di Campinas, nello stato di San Paolo, Brasile. Il progetto Sirius è coordinato anche dal Laboratorio Nacional de Luz Sincrotrón (LNLS), che già gestisce il primo acceleratore di particelle in Brasile, l'UVX.
Il nuovo acceleratore di particelle ha una circonferenza di 518 metri e 3 GeV di potenza. Il complesso è schermato da 1 chilometro di muri in cemento spessi 1,5 metri e alti 3 metri.
L'investimento nel progetto è stato di 1,8 miliardi di R$, il progetto scientifico più ambizioso mai realizzato in Brasile ed è stato completato nel 2020.

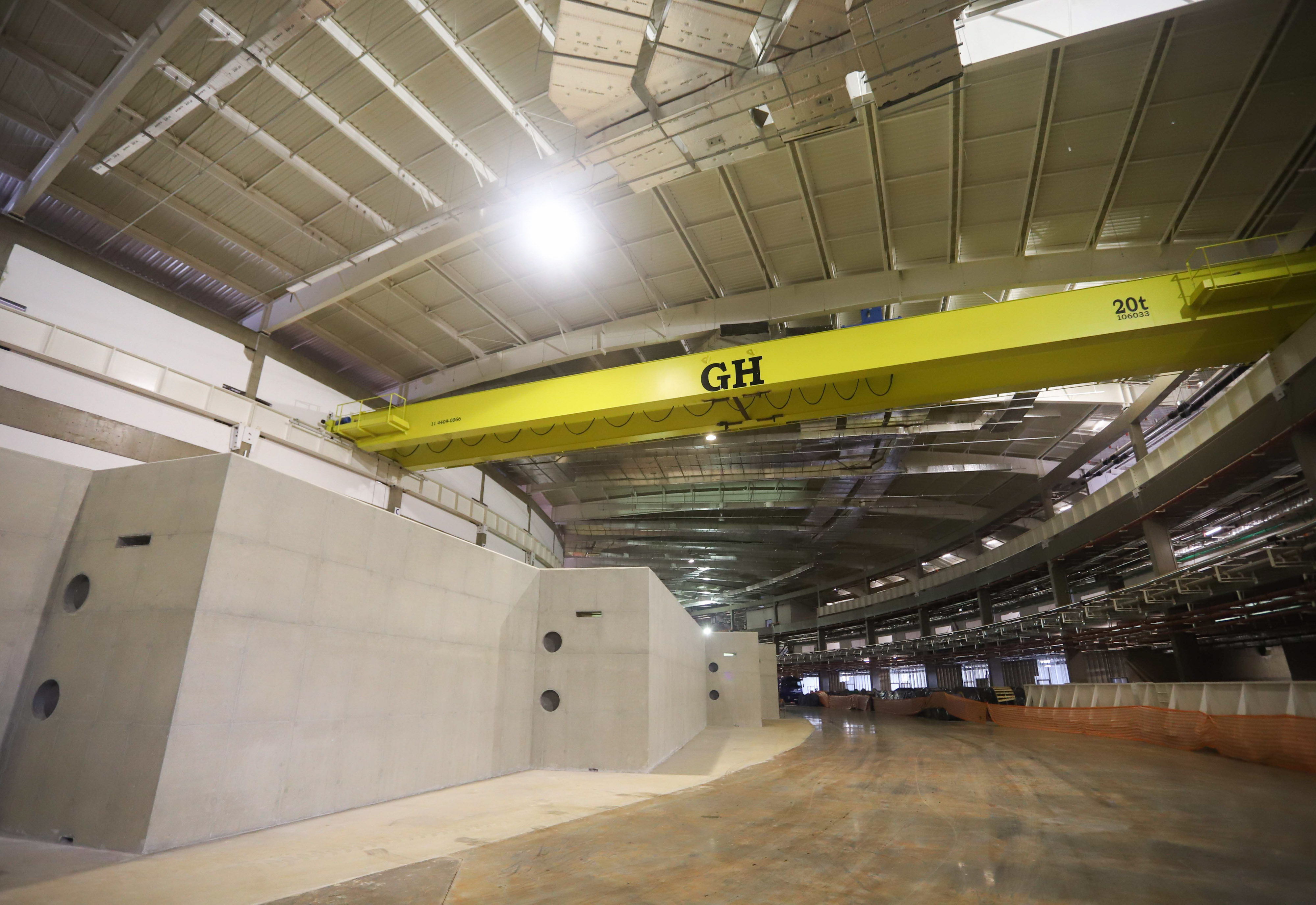
Sirius interni

La stazione Sirius è dotata di strumenti che consentono di rivelare strutture tridimensionali di proteine ed enzimi e patogeni umani con risoluzioni non raggiungibili con apparecchiature convenzionali..
Una delle tecniche disponibili consente di rivelare la posizione di ciascuno degli atomi che compongono una determinata proteina studiata, le sue funzioni e interazioni con altre molecole, che possono essere utilizzate come principi attivi in nuovi farmaci, ad esempio.